# Feytiat
Feytiat là một xã trong vùng Nouvelle-Aquitaine, thuộc tỉnh Haute-Vienne, quận Limoges, tổng Limoges-Panazol. Tọa độ địa lý của xã là 45° 48' vĩ độ bắc, 01° 19' kinh độ đông. Feytiat nằm trên độ cao trung bình là 343 mét trên mực nước biển, có điểm thấp nhất là 294 mét và điểm cao nhất là 393 mét. Xã có diện tích 25,32 km², dân số vào thời điểm 2005 là 5.634 người; mật độ dân số là 223 người/km².

## Thông tin nhân khẩu
| 1962 | 1968 | 1975 | 1982 | 1990 | 1999 | 2005 |
| ---- | ---- | ---- | ---- | ---- | ---- | ---- |
| 1315 | 1590 | 2941 | 3591 | 4430 | 5299 | 5634 |